# Kuťa
Kuťa (rusky кутья; ukrajinsky кутя; polsky kutia; litevsky kūčia; bělorusky куцьця) je tradiční pokrm východoevropské kuchyně, zejména ukrajinské, polské, běloruské a litevské. Jedná se o jeden z 12 tradičních pokrmů, ze kterých se skládá štědrovečerní večeře. Kuťa se jí jen o Vánocích nebo v Rusku na pohřebních hostinách (karech).
Tradičně se připravuje z tlučené pšenice, makových zrníček, sladu nebo medu a dodatečných surovin (oříšky, rozinky apod.). V řadě předpisů se vyskytuje mléko nebo smetana, v původních receptech bylo mléko z mletého máku. V současnosti se používají také suroviny, které dříve nebyly dostupné nebo byly velmi drahé, jako například kousky pomerančů nebo mandle.

## Příprava pšenice
Pšeničná zrna jsou obalena tvrdou slupkou, která se musí před vařením odstranit, což je dost pracné a časově náročné. Na venkově se tato činnost tradičně prováděla ručně. Zrna se lehce navlhčila, nasypala do lněného pytlíku a zavázala. Dřevěným tloukem se tlouklo do sáčku, který ležel na tvrdém podkladě. Vždy po několika minutách se pytlík rozvazoval a obsah pokropil studenou vodou, aby se slupky snáze oddělovaly od zrn. Ruční zpracování 1 kg trvalo asi 15–30 minut. Pak se zrna proplachovala vodou na řídkém sítu, aby se oddělily slupky.
V současnosti se dá v obchodech koupit pšenice, kde byla tvrdá slupka oddělena mechanicky.